# Grammoplites scaber
Grammoplites scaber är en fiskart som först beskrevs av Carl von Linné 1758.  Grammoplites scaber ingår i släktet Grammoplites och familjen Platycephalidae. Inga underarter finns listade i Catalogue of Life.